# Tour de Ski 2019-2020
Il Tour de Ski 2019-2020 si è svolto dal 28 dicembre 2019 al 6 gennaio 2020. Le gare sono iniziate a Lenzerheide, Svizzera e sono terminate in Val di Fiemme, Italia. I detentori dei titoli erano i norvegesi Johannes Høsflot Klæbo e Ingvild Flugstad Østberg.
Il vincitore in campo maschile è stato il russo Aleksandr Bol'šunov al primo successo nel Tour de Ski, mentre in campo femminile ha trionfato la norvegese Therese Johaug, vincitrice del Tour per la terza volta.

## Calendario
| Tappe | Luogo                | Data             | Evento                                 | Distanza | Distanza | Orario (CET) | Orario (CET) | Donne                      | Donne               | Uomini                 | Uomini                 |
| Tappe | Luogo                | Data             | Evento                                 | Donne    | Uomini   | Donne        | Uomini       | Vittoria tappa             | Leader cl. generale | Vittoria tappa         | Leader cl. generale    |
| ----- | -------------------- | ---------------- | -------------------------------------- | -------- | -------- | ------------ | ------------ | -------------------------- | ------------------- | ---------------------- | ---------------------- |
| 1     | Lenzerheide Svizzera | 28 dicembre 2019 | Mass start tecnica libera              | 10 km    | 15 km    | 12:45        | 14:15        | Therese Johaug             | Therese Johaug      | Sergej Ustjugov        | Sergej Ustjugov        |
| 2     | Lenzerheide Svizzera | 29 dicembre 2019 | Sprint tecnica libera                  | 1,5 km   | 1,5 km   | 11:20        | 11:47        | Anamarija Lampič           | Natal'ja Neprjaeva  | Johannes Høsflot Klæbo | Johannes Høsflot Klæbo |
| 3     | Dobbiaco Italia      | 31 dicembre 2019 | Individuale start tecnica libera       | 10 km    | 15 km    | 15:00        | 12:30        | Therese Johaug             | Therese Johaug      | Sergej Ustjugov        | Sergej Ustjugov        |
| 4     | Dobbiaco Italia      | 1º gennaio 2020  | Handicap start tecnica classica        | 10 km    | 15 km    | 11:40        | 13:00        | Ingvild Flugstad Østberg   | Therese Johaug      | Aleksandr Bol'šunov    | Aleksandr Bol'šunov    |
| 5     | Val di Fiemme Italia | 3 gennaio 2019   | Mass start tecnica classica            | 10 km    | 15 km    | 13:15        | 15:15        | Astrid Uhrenholdt Jacobsen | Therese Johaug      | Johannes Høsflot Klæbo | Aleksandr Bol'šunov    |
| 6     | Val di Fiemme Italia | 4 gennaio 2019   | Sprint tecnica classica                | 1,3 km   | 1,5 km   | 11:25        | 11:52        | Anamarija Lampič           | Therese Johaug      | Johannes Høsflot Klæbo | Johannes Høsflot Klæbo |
| 7     | Val di Fiemme Italia | 5 gennaio 2019   | Final Climb, Mass start tecnica libera | 10 km    | 10 km    | 13:15        | 15:15        | Therese Johaug             | Therese Johaug      | Simen Hegstad Krüger   | Aleksandr Bol'šunov    |

## Punti
Il vincitore della classifica generale ottiene 400 punti, mentre il vincitore di tappa ottiene 50 punti.
| Pos.  | 1   | 2   | 3   | 4   | 5   | 6   | 7   | 8   | 9   | 10  | 11 | 12 | 13 | 14 | 15 | 16 | 17 | 18 | 19 | 20 | 21 | 22 | 23 | 24 | 25 | 26 | 27 | 28 | 29 | 30 |
| ----- | --- | --- | --- | --- | --- | --- | --- | --- | --- | --- | -- | -- | -- | -- | -- | -- | -- | -- | -- | -- | -- | -- | -- | -- | -- | -- | -- | -- | -- | -- |
| Punti | 400 | 320 | 240 | 200 | 180 | 160 | 144 | 128 | 116 | 104 | 96 | 88 | 80 | 72 | 64 | 60 | 56 | 52 | 48 | 44 | 40 | 36 | 32 | 28 | 24 | 20 | 16 | 12 | 8  | 4  |

| Pos.  | 1  | 2  | 3  | 4  | 5  | 6  | 7  | 8  | 9  | 10 | 11 | 12 | 13 | 14 | 15 | 16 | 17 | 18 | 19 | 20 | 21 | 22 | 23 | 24 | 25 | 26 | 27 | 28 | 29 | 30 |
| ----- | -- | -- | -- | -- | -- | -- | -- | -- | -- | -- | -- | -- | -- | -- | -- | -- | -- | -- | -- | -- | -- | -- | -- | -- | -- | -- | -- | -- | -- | -- |
| Punti | 50 | 46 | 43 | 40 | 37 | 34 | 32 | 30 | 28 | 26 | 24 | 22 | 20 | 18 | 16 | 15 | 14 | 13 | 12 | 11 | 10 | 9  | 8  | 7  | 6  | 5  | 4  | 3  | 2  | 1  |

## Classifiche finali

### Classifica generale
| Pos. | Nome                   | Tempo     |
| ---- | ---------------------- | --------- |
| 1    | Aleksandr Bol'šunov    | 2h58'18"1 |
| 2    | Sergej Ustjugov        | +27"3     |
| 3    | Johannes Høsflot Klæbo | +1'09"0   |
| 4    | Sjur Røthe             | +1'51"6   |
| 5    | Simen Hegstad Krüger   | +2'53"7   |
| 6    | Pål Golberg            | +2'55"7   |
| 7    | Dario Cologna          | +3'08"7   |
| 8    | Andrej Mel'ničenko     | +3'17"5   |
| 9    | Artëm Mal'cev          | +3'32"8   |
| 10   | Iivo Niskanen          | +3'39"2   |

| Pos. | Nome                       | Tempo     |
| ---- | -------------------------- | --------- |
| 1    | Therese Johaug             | 2h28'18"6 |
| 2    | Natal'ja Neprjaeva         | +1'11"1   |
| 3    | Ingvild Flugstad Østberg   | 1'17"5    |
| 4    | Heidi Weng                 | +1'37"3   |
| 5    | Astrid Uhrenholdt Jacobsen | +2'13"4   |
| 6    | Teresa Stadlober           | +4'34"1   |
| 7    | Sadie Bjornsen             | +4'40"6   |
| 8    | Katharina Hennig           | +4'40"9   |
| 9    | Jessica Diggins            | +4'44"1   |
| 10   | Tiril Udnes Weng           | +5'07"1   |

### Classifica sprint
| Pos. | Nome                   | Punti |
| ---- | ---------------------- | ----- |
| 1    | Johannes Høsflot Klæbo | 117   |
| 2    | Aleksandr Bol'šunov    | 89    |
| 3    | Sergej Ustjugov        | 87    |
| 4    | Gleb Retivych          | 67    |
| 5    | Pål Golberg            | 37    |

| Pos. | Nome               | Punti |
| ---- | ------------------ | ----- |
| 1    | Anamarija Lampič   | 90    |
| 2    | Natal'ja Neprjaeva | 76    |
| 3    | Jessica Diggins    | 72    |
| 4    | Therese Johaug     | 66    |
| 5    | Heidi Weng         | 61    |

### Classifica per nazioni
| Pos. | Nazione   | Tempo      |
| ---- | --------- | ---------- |
| 1    | Norvegia  | 10h50'25"0 |
| 2    | Russia    | +12'10"1   |
| 3    | Svezia    | +17'49"3   |
| 4    | Finlandia | +23'21"8   |
| 5    | Germania  | +30'08"5   |

## Tappe

### 1ª Tappa
28 dicembre 2019, Lenzerheide, Svizzera
| Pos. | Nome                    | Tempo   |
| ---- | ----------------------- | ------- |
| 1    | Sergej Ustjugov         | 33'19"1 |
| 2    | Johannes Høsflot Klæbo  | +4"0    |
| 3    | Aleksandr Bol'šunov     | +4"0    |
| 4    | Emil Iversen            | +7"2    |
| 5    | Martin Løwstrøm Nyenget | +8"6    |

| Pos. | Nome                       | Tempo   |
| ---- | -------------------------- | ------- |
| 1    | Therese Johaug             | 28'12"1 |
| 2    | Heidi Weng                 | +12"3   |
| 3    | Ebba Andersson             | +12"9   |
| 4    | Ingvild Flugstad Østberg   | +13"1   |
| 5    | Astrid Uhrenholdt Jacobsen | +24"1   |

### 2ª Tappa
29 dicembre 2019, Lenzerheide, Svizzera
| Pos. | Nome                   | Tempo   |
| ---- | ---------------------- | ------- |
| 1    | Johannes Høsflot Klæbo | 2'55"33 |
| 2    | Federico Pellegrino    | +0"35   |
| 3    | Richard Jouve          | +0"57   |
| 4    | Gleb Retivych          | +0"86   |
| 5    | Johan Häggström        | +0"94   |

| Pos. | Nome                   | Tempo   |
| ---- | ---------------------- | ------- |
| 1    | Anamarija Lampič       | 3'06"02 |
| 2    | Maiken Caspersen Falla | +0"02   |
| 3    | Natal'ja Neprjaeva     | +0"47   |
| 4    | Jessica Diggins        | +1"03   |
| 5    | Sadie Bjornsen         | +4"78   |

### 3ª Tappa
31 dicembre 2019, Dobbiaco, Italia
| Pos. | Nome                 | Tempo   |
| ---- | -------------------- | ------- |
| 1    | Sergej Ustjugov      | 31'02"5 |
| 2    | Ivan Jakimuškin      | +22"6   |
| 3    | Aleksandr Bol'šunov  | +29"0   |
| 4    | Calle Halfvarsson    | +29"6   |
| 5    | Hans Christer Holund | +34"6   |

| Pos. | Nome                       | Tempo   |
| ---- | -------------------------- | ------- |
| 1    | Therese Johaug             | 23'51"9 |
| 2    | Ingvild Flugstad Østberg   | +0"7    |
| 3    | Ebba Andersson             | +10"2   |
| 4    | Heidi Weng                 | +10"5   |
| 5    | Astrid Uhrenholdt Jacobsen | +20"8   |

### 4ª Tappa
1º gennaio 2020, Dobbiaco, Italia
| Pos. | Nome                | Tempo   |
| ---- | ------------------- | ------- |
| 1    | Aleksandr Bol'šunov | 38'14"9 |
| 2    | Sergej Ustjugov     | +13"7   |
| 3    | Iivo Niskanen       | +24"8   |
| 4    | Artëm Mal'cev       | +29"2   |
| 5    | Calle Halfvarsson   | +29"6   |

| Pos. | Nome                       | Tempo   |
| ---- | -------------------------- | ------- |
| 1    | Ingvild Flugstad Østberg   | 26'51"5 |
| 2    | Therese Johaug             | +0"4    |
| 3    | Heidi Weng                 | +27"2   |
| 4    | Natal'ja Neprjaeva         | +27"3   |
| 5    | Astrid Uhrenholdt Jacobsen | +27"7   |

### 5ª Tappa
3 gennaio 2020, Val di Fiemme, Italia
| Pos. | Nome                   | Tempo   |
| ---- | ---------------------- | ------- |
| 1    | Johannes Høsflot Klæbo | 39'51"0 |
| 2    | Sergej Ustjugov        | +0"7    |
| 3    | Aleksandr Bol'šunov    | +1"0    |
| 4    | Andrej Lar'kov         | +4"4    |
| 5    | Sjur Røthe             | +10"2   |

| Pos. | Nome                       | Tempo   |
| ---- | -------------------------- | ------- |
| 1    | Astrid Uhrenholdt Jacobsen | 29'07"9 |
| 2    | Ebba Andersson             | +0"4    |
| 3    | Katharina Hennig           | +1"0    |
| 4    | Therese Johaug             | +6"2    |
| 5    | Ingvild Flugstad Østberg   | +6"8    |

### 6ª Tappa
4 gennaio 2020, Val di Fiemme, Italia
| Pos. | Nome                   | Tempo   |
| ---- | ---------------------- | ------- |
| 1    | Johannes Høsflot Klæbo | 3'03"78 |
| 2    | Sergej Ustjugov        | +0"70   |
| 3    | Aleksandr Bol'šunov    | +1"33   |
| 4    | Pål Golberg            | +2"01   |
| 5    | Gleb Retivych          | +6"30   |

| Pos. | Nome                       | Tempo   |
| ---- | -------------------------- | ------- |
| 1    | Anamarija Lampič           | 3'03"03 |
| 2    | Astrid Uhrenholdt Jacobsen | +0"22   |
| 3    | Jessica Diggins            | +0"28   |
| 4    | Sadie Bjornsen             | +0"80   |
| 5    | Lucia Scardoni             | +1"12   |

### 7ª Tappa
5 gennaio 2020, Val di Fiemme, Italia
| Pos. | Nome                 | Tempo   |
| ---- | -------------------- | ------- |
| 1    | Simen Hegstad Krüger | 30'55"8 |
| 2    | Sjur Røthe           | +13"9   |
| 3    | Aleksandr Bol'šunov  | +22"3   |
| 4    | Denis Spicov         | +26"2   |
| 5    | Sergej Ustjugov      | +35"6   |

| Pos. | Nome                     | Tempo   |
| ---- | ------------------------ | ------- |
| 1    | Therese Johaug           | 34'21"6 |
| 2    | Heidi Weng               | +50"3   |
| 3    | Ingvild Flugstad Østberg | +54"5   |
| 4    | Natal'ja Neprjaeva       | +57"1   |
| 5    | Teresa Stadlober         | +1'15"1 |